# کریس پارنل
کریس پارنل (انگلیسی: Chris Parnell؛ زادهٔ ۵ فوریهٔ ۱۹۶۷) یک هنرپیشه اهل ایالات متحده آمریکا است. وی از سال ۱۹۹۵ میلادی تاکنون مشغول فعالیت بوده است.
از فیلم‌ها یا برنامه‌های تلویزیونی که وی در آن نقش داشته است می‌توان به هتل ترانسیلوانیا، درد زایمان، جیرینگ جیرینگ ادامه‌دار، مورمور۲: هالووین جن‌زده، بزرگ، راز کوچک ما و نقطه شکست اشاره کرد.